# دونالد میک
دونالد میک (انگلیسی: Donald Meek؛ ‏ ۱۴ ژوئیهٔ ۱۸۷۸ – ۱۸ نوامبر ۱۹۴۶) بازیگر اهل بریتانیا بود. وی بین سال‌های ۱۹۲۳ تا ۱۹۴۶ میلادی فعالیت می‌کرد.
از فیلم‌ها یا برنامه‌های تلویزیونی که وی در آن نقش داشته است، می‌توان به شهره شهر نیویورک، ماجرای پرشور هالیوود، سربازان نیروی هوایی، دلیجان، آقای لینکلن جوان، خبرچین، نمی‌توانی این را با خودت ببری، ناخدا بلاد اشاره کرد.